# Heiko Schelberg
Heiko Schelberg (* 11. Juni 1972 in Korbach) ist ein deutscher Sportfunktionär.

## Leben
Schelberg wurde in Korbach geboren und wuchs dort bis zum 18. Lebensjahr auf. Er spielte als Fußballtorhüter für den SV 09 Korbach. In Winterberg machte er eine Lehre zum Hotelkaufmann, erwarb Fachkenntnisse im Bereich Vermarktung und war anschließend auf diesem Gebiet im Gastgewerbe, unter anderem in einem Hotel in Frankfurt am Main tätig, während er in Bad Homburg wohnte. Beim Sportrechtevermarkter Sportfive (beziehungsweise dessen Vorgängerunternehmen Ufa Sports) war er ab 2001 angestellt und arbeitete im Auftrag von Sportfive bis 2004 als Verkaufsleiter beim Fußball-Bundesligisten Borussia Dortmund, von 2004 bis 2006 als Verkaufsdirektor bei Eintracht Frankfurt und ab 2006 als Zuständiger für die Vermarktung beim 1. FC Kaiserslautern. Neben den Tätigkeiten im Fußball wurde Schelberg von Sportfive auch in die Vermarktung anderer Sportveranstaltungen eingesetzt, darunter von Profiboxkämpfen, der Vierschanzentournee und Skirennen. Von Mai 2009 bis Ende Juni 2011 arbeitete er als Vermarktungs- und Vertriebsleiter für den FSV Frankfurt.
Im Januar 2012 wechselte Schelberg zum Basketball-Bundesligisten Gießen 46ers, im April 2012 wurde er Geschäftsführer. Unter seiner Führung wurde zunächst im Februar 2013 eine Insolvenz der Gießen 46ers abgewendet, nach dem Bundesliga-Abstieg 2013 kehrten die Mittelhessen 2015 in die erste Liga zurück, Schelberg wurde zugeschrieben, die finanzielle Gesundung des Klubs entscheidend vorangebracht zu haben sowie dabei mitgeholfen zu haben, „einen erfolgreichen Neustart in der ersten Liga“ hingelegt zu haben. Im Frühjahr 2017 wurde in den Medien eine mögliche Rückkehr Schelbergs zu FSV Frankfurt thematisiert, er trat den Berichten entschieden entgegen, sprach von einem „verspäteten Aprilscherz“ und blieb bei den Gießenern. Im Oktober 2019 wurde Schelberg als Vizepräsident Programme/Planung/Sport in den Vorstand der Deutschen Olympischen Gesellschaft gewählt. Anfang Dezember 2019 wurde Schelbergs Abschied von den Gießen 46ers bekanntgegeben. Schelbergs Aussage nach hatten sich „verschiedene Sichtweisen“ herausgebildet, die sich nicht mehr hätten vereinbaren lassen, zudem habe er sich entschlossen, sich „nach einer neuen Herausforderung“ umzusehen. Seine Amtszeit wurde vom Verein als „erfolgreiche Ära“ eingestuft. Statt wie zunächst vorgesehen am Ende der Saison 2019/20 verließ er die Gießener Anfang März 2020, nachdem man sich auf eine vorzeitige Trennung geeinigt hatte.